# Honda MB/T

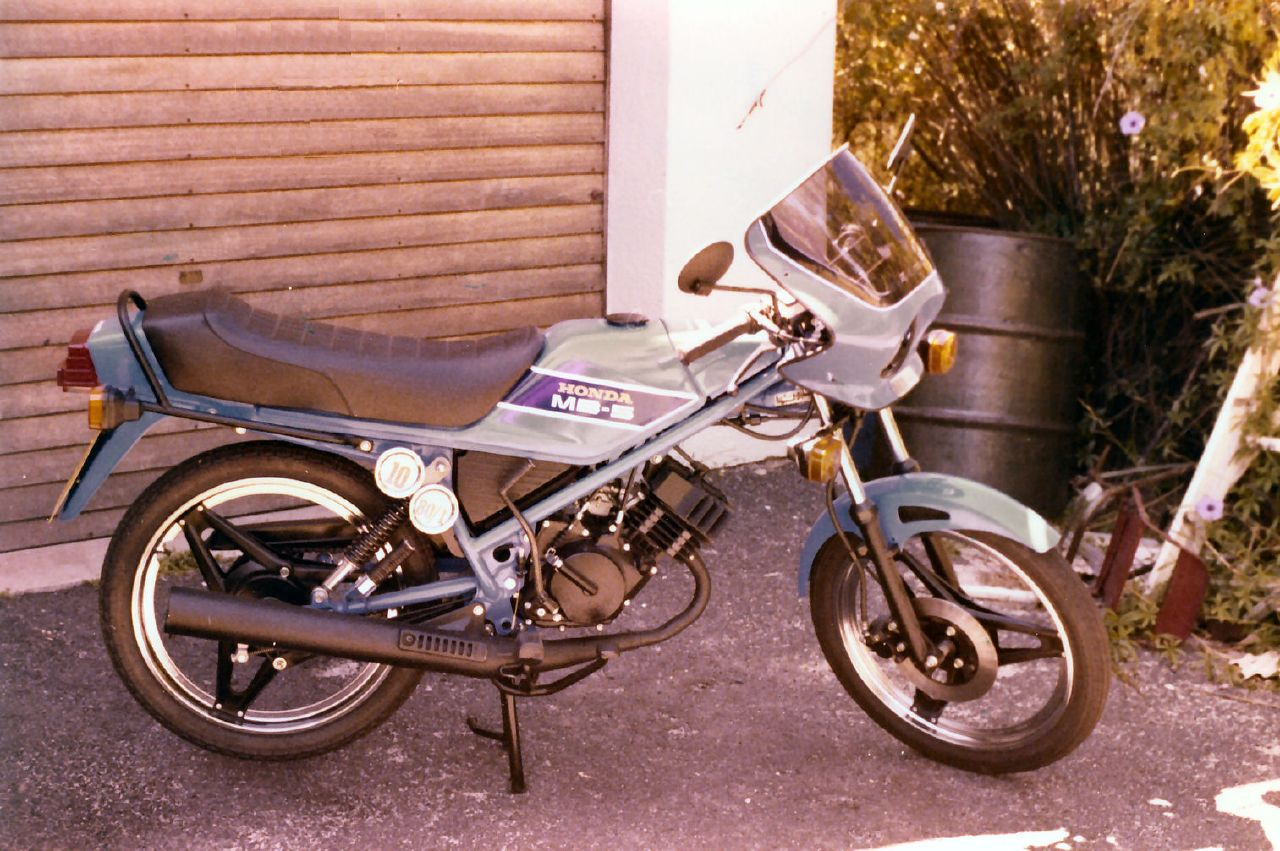
Honda MB5

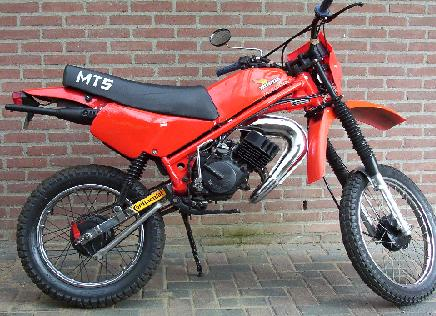
Honda MT5

De Honda MB/MT maken deel uit van de 1e M-serie Honda tweetakt bromfietsen/lichte motorfietsen en voor het eerst in Europa geïntroduceerd in 1979 door de Japanse fabrikant Honda. De Honda MB (Moto Bike) werd als sportmodel uitgebracht en de Honda MT (Moto Trial) als offroad model, een derde model was de MM 50 ook bekend onder de naam Raccoon welke niet in Nederland is geleverd. De productie van deze modellen voor de Europese markt vond destijds plaats in België, Spanje en Zweden. De op 45 km/h begrensde modellen voor de Nederlandse markt waren de MT 50S en de MB 50S.

## Geschiedenis
De modellen leken in veel opzichten op elkaar en veel motoronderdelen waren hetzelfde. Het MB-frame was echter iets korter in de ophanging. De voor de weg uitgeruste MB had standaard een toerenteller, een schijfrem voor en de 3-spaaks Comstarvelg; de voor het terrein uitgeruste en kalere MT had alleen een snelheidsmeter, trommelremmen en gewone spaakwielen. Beide modellen werden uitgebracht met een cilinderinhoud van 49ccm en 4 versnellingen. Specifiek voor de Duitse markt ook 79 ccm met 5 of 6 versnellingen. Honda wilde hiermee de Europese bromfietsmarkt bestemd voor jongeren vanaf 16 jaar veroveren.
Voor wat betreft de motoruitvoering stapte Honda met deze serie voor het eerst van het viertaktmotor-principe over naar de tweetaktmotor. Met zijn prijs lag de MB/MT tussen zijn directe concurrenten Yamaha, Kreidler en Zündapp.
De eerste Honda MT werd in Nederland in april 1980 geleverd; hij was leverbaar in één kleurcombinatie (wit/rood) en kostte 2490 gulden.
Ondanks de vering van motorfietskwaliteit, de uitstraling en het feit dat er een 2-takt motor op zat, liep de verkoop stroef. Dat veranderde meteen toen Honda Nederland in 1981 de prijs verlaagde naar 1995 gulden. De verkoop steeg explosief.
Omdat het motorblok een enorme reservecapaciteit had kwamen meteen aftermarket artikelen in de handel zoals aluminium cilinders met 5 grote koelribben met bijbehorende zuiger en hoge compressie cilinderkoppen met een kleine ontstekingskamer. Ook werden grotere luchtaanzuigslangen van de onbegrensde "F" modellen aangeboden en inlaatmembranen waarvan de lippen verder open gingen. De montage van sproeier 68- en een 16-tandsvoortandwiel werd ook aangeraden. Een MB50S of MT50S haalde 80 km/u na het monteren van de cilinder (HM167), cilinderkop (HM166F) carburateur (16mm), uitlaat en aanzuigslangen van een MB50F model. De HM167 cilinder voor buitenlandse modellen had in tegenstelling tot de volledig gietijzeren HM166 cilinder een gietijzeren cilinderbus met aluminium koelribben. De HM166F cilinderkop heeft een gewijzigde vorm van de verbrandingskamer en een ander volume om in combinatie met de hogere cilinderpoorten van de HM167 cilinder toch op de juiste compressieverhouding te komen. De uitlaat van het F model verschilt in voorbochtlengte, deze is korter. Bij het S model loopt de voorbocht ver door in de uitlaat voorbij het begin van de eerste conus wat zorgt voor een begrenzing in toerental. 
In tegenstelling tot wat regelmatig beweerd wordt zijn de M-serie bromfietsen en het meerendeel van de 80cc uitvoeringen niet via de ontsteking of CDI unit begrensd. Bewijs daarvoor is te vinden in de specificaties. Staat de maximale verlating van de ontsteking aangegeven als 9-10 graden bij 9000 toeren dan is er geen begrenzing. Staat de maximale verlating van de ontsteking aangegeven als 3-4 graden dan is er wel sprake van een begrenzing. In de praktijk komt dit alleen bij een enkele japanse of duitse uitvoering voor.  
Er waren veel eigenaars voor wie het niet snel genoeg ging. Ze gingen na het `standaard opvoeren` verder met veel grotere carburateurs, 4- en 6-klepsmembranen. Men kwam met "70" cilinders (in werkelijkheid 65,8cc) welke vaak gekopieerd waren van de onbegrensde HM166F cilinder. Ook waren er fabrikanten die hun eigen model cilinder hadden, o.a. Polini, Malossi en de Malossi kopie van Fast Arrow. De motoren werden door deze ingrepen tot aan het uiterste van hun capaciteiten gebracht en kregen daardoor regelmatig problemen met de duurzaamheid. Door overmatige slijtage kwamen nu zwakke punten naar voren. Door de hogere toerentallen en het soms hogere zuigergewicht van de grotere cilinders ontstond een onbalans waardoor krukaslagers sneller los kwamen te zitten in de carterhelften. Een ander veelvoorkomend verschijnsel was het sneller inslijten van een groef in de krukastap aan de ontstekingszijde waardoor valse lucht aangezogen werd.
Ook begon men de MT's op te hogen want vanaf 1984 kwamen op de aftermarket speciale ophoogsets voor de voor en achterdempers in de handel. Dit stond leuk maar de voorvork was niet altijd bestand tegen de kracht die er op uitgeoefend werd. Een veelvoorkomend verschijnsel in die tijd was een dubbelknikkende voorvork als een opgehoogde MT hard tegen de stoep reed. In deze periode kwamen ook andere zwakke punten aan het licht. De krukas was wel stevig, maar van relatief zacht staal gemaakt. Naast het snelle slijten van de kruktap trokken ze snel krom bij het onjuist demonteren van het vliegwiel en het onjuist monteren en demonteren in het carter met behulp van een hamer. Door gebrekkig onderhoud aan de elektrische installatie ontstonden vaak problemen met doorbranden van de verlichting. Met name te wijten aan een slechte of ontbrekende accu, of ontbrekende lichtweerstand.

## Productie
Productie van de MB en MT werd voortgezet toen in 1980 ook andere modelvarianten werden geïntroduceerd: de Honda MBX, MTX (AD04) en MCX. Daarvan was alleen de luchtgekoelde MTX 50 leverbaar in Nederland. In andere landen waren de MBX en MTX in 50cc en 80cc uitvoering leverbaar als luchtgekoeld en watergekoeld, de MCX werd alleen geleverd in luchtgekoelde uitvoering. Vanaf 1986 kwam een vernieuwd model van de Moto Track Cross (MTX) op de Nederlandse markt, type AD06. Deze was weer op enkele punten verbeterd en voor Nederland alleen leverbaar in de kleurencombinatie zwart/geel.
Ook de MT serie werd aan aangepast en vanaf 1990 werden ze standaard in het zwart/geel geleverd. Het AD06 model MTX wordt in de volksmond vaak "SH" genoemd. Dit terwijl de SH typeaanduiding staat voor begrensd model (S) met modeljaar 1987 (H) en is dus niet specifiek voor de AD06 maar ook van toepassing op de andere M-serie bromfietsen die in Nederland geleverd zijn met modeljaar 1987 (MB 50, MT 50, MTX 50, NSR 50)

## Invloed wetgeving
Nederland was in die tijd een van de Europese landen met de meeste schakelbromfietsen. Door de vele ongelukken die voorkwamen vanwege het opvoeren, werd strengere wetgeving ingevoerd. Door de steeds verder stijgende verzekeringspremie daalde de verkoop van gebruikte schakelbrommers en door de steeds verder stijgende nieuwprijzen stopte de verkoop van schakelbromfietsen vanaf dat moment nagenoeg totaal. De steeds verder stijgende nieuwprijzen waren ook de oorzaak voor het instoren van de verkoopcijfers voor Honda schakelbrommers in Duitsland.
Dit werd ook merkbaar in de industrie, en de productie in België en Spanje stopte in 1992; de MB(X)-productie liep nog een jaar verder en stopte toen ook. In Scandinavië werd beperkt verder geproduceerd tot 1997. De toen geproduceerde series waren alleen voor de lokale markt beschikbaar. Daarna stopte de productie van de M-serie geheel en was alleen nog de N-serie over waarvan alleen de NSR50 ac08 in Nederland leverbaar was.
Door later weer herziene wetgeving en veranderde verzekeringspremies, is het rijden met schakelbromfietsen aantrekkelijker geworden. Originele onderdelen zijn nog slechts beperkt leverbaar waardoor er weer een grotere markt voor aftermarket-onderdelen en imitatieonderdelen is ontstaan die helaas regelmatig als "echte" Honda onderdelen verkocht worden, vaak herkenbaar door de nagemaakte Honda sticker met de tekst "made in thailand".  Door de jaren heen zijn relatief veel modellen van de series bewaard gebleven en zijn er grote aantallen vanuit het buitenland geïmporteerd.